# Ottleya intricata
Ottleya intricata är en ärtväxtart som först beskrevs av Alice Eastwood, och fick sitt nu gällande namn av Dmitry Dmitrievich Sokoloff. Ottleya intricata ingår i släktet Ottleya och familjen ärtväxter. Inga underarter finns listade i Catalogue of Life.